# Kolovadlo (tělocvičné nářadí)

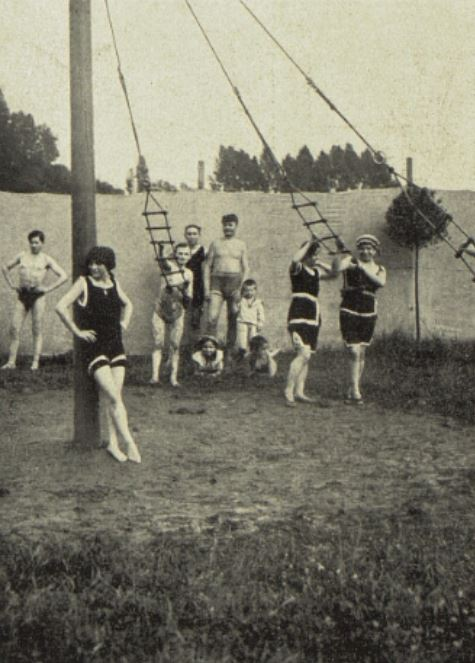
Kolovadlo na plovárně v Podolí, 1913

Kolovadlo je tělocvičné nářadí sestávající z otočně upevněných lan ukončených provazovými žebřiky, určené pro skupinu cvičenců. Bylo běžné zejména v 19. a první polovině 20. století.
Zatímco v odborných publikacích 19. století bývá kolovadlo v jednotném čísle, ve Slovníku spisovné češtiny a někdy i v krásné literatuře je uváděno v pomnožném tvaru kolovadla.
Slovníky uvádějí překlady do cizích jazyků (německy Rundlauf, anglicky giant stride, rusky гигантские шаги, slovensky kolovadlá), může se však jednat o širší význam, např. blízký českému kolotoč. 

## Historie
O cvičení na kolovadle psal již Miroslav Tyrš v publikaci vydané roku 1873. Bylo tedy v Čechách dobře známé již před tímto datem. V některých tělocvičnách se kolovadlo zachovalo, v jiných zůstalo na stropě pouze otočné zařízení pro zavěšení lan.

## Konstrukční provedení

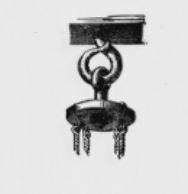
Uchycení kolovadla na stropě

Bylo-li kolovadlo umístěno v tělocvičně, byla u stropu upevněna otočná deska, na kterou bylo zavěšeno 8 lan, případně 4. Lana končila nad úrovní podlahy, ve spodní části byla rozdvojena a dřevěnými příčkami upravena do podoby provazového žebříku.
Při umístění ve venkovních prostorách bylo kolovadlo uchyceno na svislém sloupu upevněném v zemi. Na vrcholu sloupu byl upevněn kovový otočný kříž, do jehož ramen se lana zavěšovala.

## Cvičení na kolovadlech
Časopis Sokol z roku 1914 uvedl přes 60 způsobů, jakými bylo možno na kolovadle skupinově cvičit. Každý cvičenec nebo cvičenka využíval(a) jeden nebo dva žebříky, cvičení mohlo probíhat na každém lanu či dvojici lan samostatně nebo ve dvojicích.

## Galerie

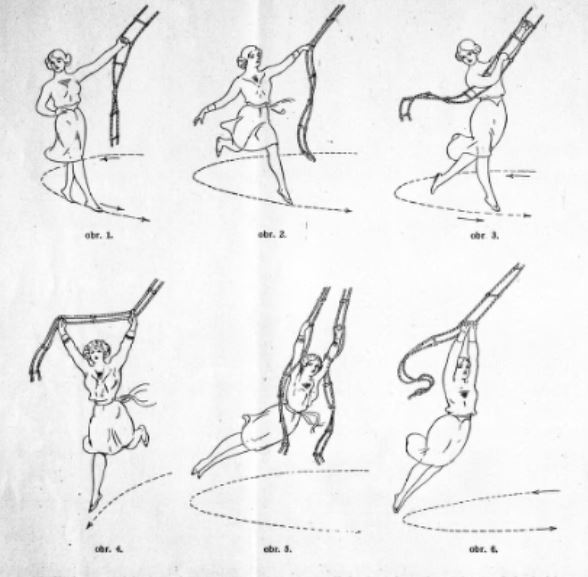
Cvičení na kolovadle (příklad 1)
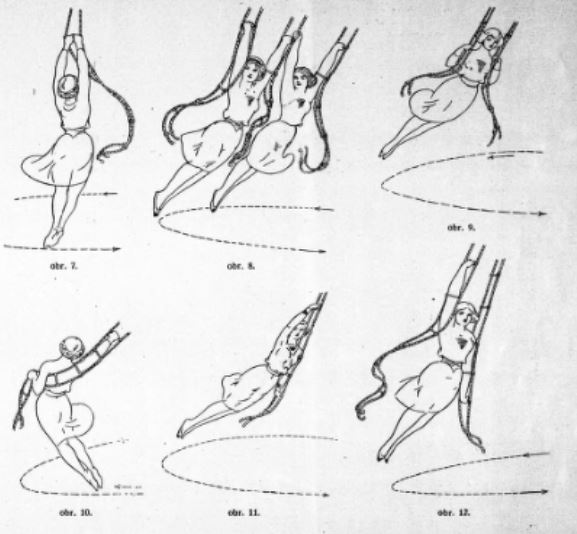
Cvičení na kolovadle (příklad 2)
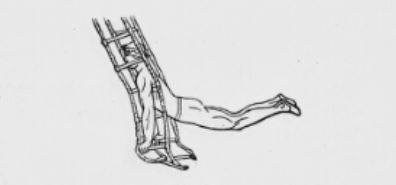
Cvičení na kolovadle (příklad 3)
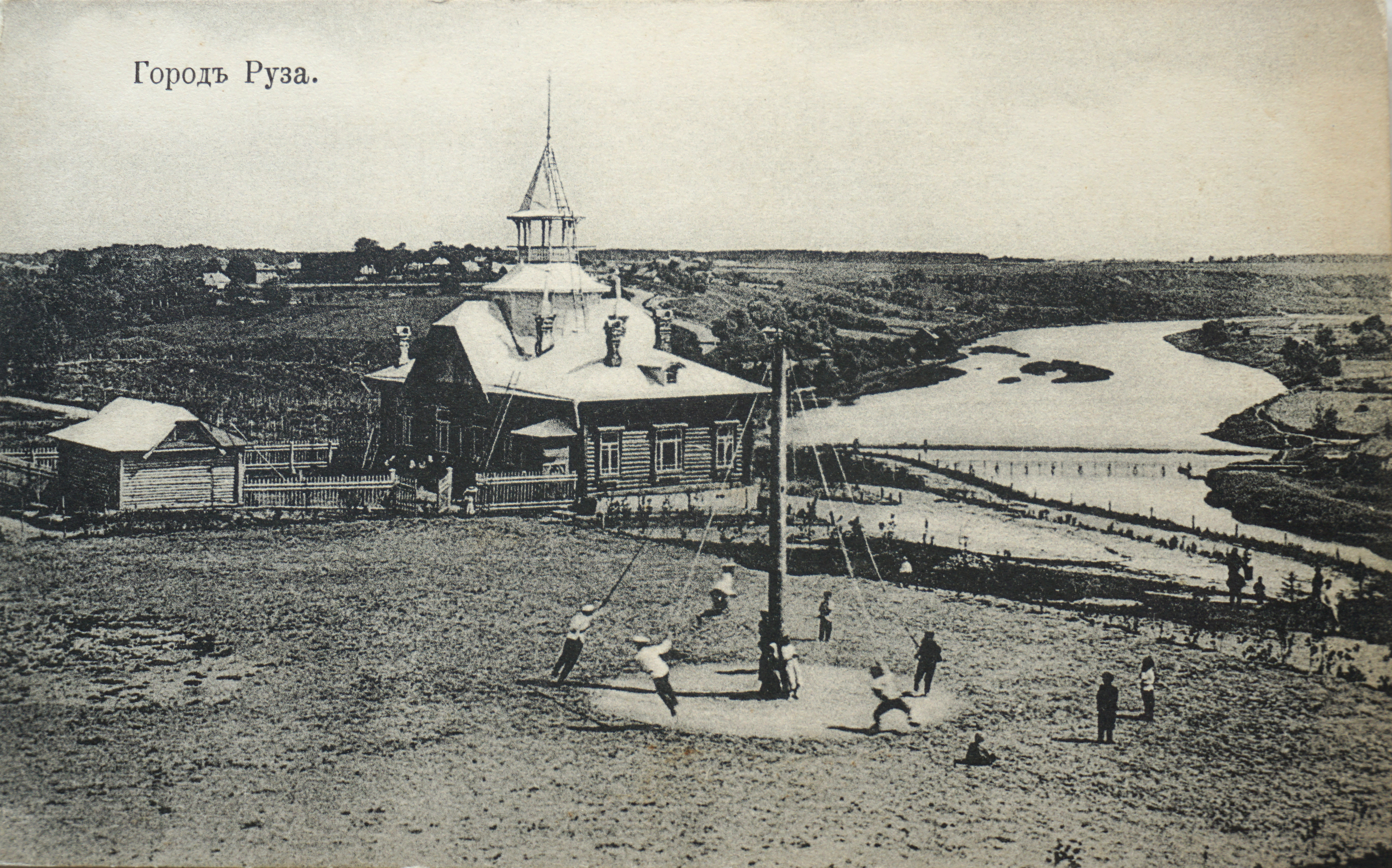
Kolovadlo na břehu řeky Ruzy ve stejnojmenném městě, Rusko, asi 1910